# Démétros d'Éthiopie
Démétros d'Éthiopie fut un Roi des Rois d'Éthiopie du 25 juillet 1799 au 24 mars 1800 et de juin 1800 à juin 1801. Il est mort en 1802.